# Episodi di Little Battlers eXperience
Questa è una lista degli episodi dell'anime Little Battlers eXperience (titolo originale Danball senki), trasmesso in Giappone su TV Tokyo dal 2 marzo 2011 all'11 gennaio 2012, per un totale di 44 episodi, e in Italia su K2 in due blocchi: i primi 26 episodi sono andati in onda dal 10 marzo al 14 aprile 2014, i restanti dal 23 maggio al 17 giugno 2014.

## Lista degli episodi
| Nº | Titolo italiano Giapponese 「Kanji」 - Rōmaji - Traduzione letterale                                                                       | In onda           | In onda        |
| Nº | Titolo italiano Giapponese 「Kanji」 - Rōmaji - Traduzione letterale                                                                       | Giapponese        | Italiano       |
| 1  | La valigetta misteriosa 「小さなマシンとの出会い」 - Chiisa na mashin to no deai – "Incontro con la piccola macchina"                      | 2 marzo 2011      | 10 marzo 2014  |
| 2  | Achilles rubato 「奪われたアキレス」 - Ubawareta Akiresu – "Achilles rubato"                                                               | 9 marzo 2011      | 11 marzo 2014  |
| 3  | Achilles ritrovato 「降臨 地獄の破壊神」 - Kōrin - Jigoku no hakaishin – "Discesa - Il dio distruttore dell'Inferno"                       | 16 marzo 2011     | 12 marzo 2014  |
| 4  | Il cavaliere stregato 「呪われた黄金の騎士」 - Norowareta ōgon no kishi – "Il cavaliere dell'oro maledetto"                                | 16 marzo 2011     | 13 marzo 2014  |
| 5  | Un sicario perfetto 「闇の暗殺者」 - Yami no ansatsusha – "L'assassino dell'oscurità"                                                      | 23 marzo 2011     | 14 marzo 2014  |
| 6  | Caccia al tiratore 「対決 狙撃手VS狙撃手」 - Taiketsu - Sōgekishu bui-esu sōgekishu – "Scontro - Cecchino contro cecchino"                 | 6 aprile 2011     | 17 marzo 2014  |
| 7  | Il mondo è in pericolo 「その名はイノベーター」 - Sono na wa Inobētā – "Il nome è Innovator"                                               | 13 aprile 2011    | 18 marzo 2014  |
| 8  | Un'intrusione pericolosa 「大迷宮エンジェルスター」 - Daimeikyū Enjeru Sutā – "Angel Star, il grande labirinto"                            | 20 aprile 2011    | 19 marzo 2014  |
| 9  | Insidious, il mostro di ferro 「鋼鉄の怪物イジテウス」 - Kōtetsu no kaibutsu Ijiteusu – "Il mostro d'acciaio Ijiteus"                      | 27 aprile 2011    | 20 marzo 2014  |
| 10 | Lo studente misterioso 「謎の転校生 海道ジン」 - Nazo no tenkōsei - Kaidō Jin – "Il misterioso nuovo studente - Jin Kaidō"                 | 4 maggio 2011     | 21 marzo 2014  |
| 11 | La magia di Harlequin 「箱の中の魔術師」 - Hako no naka no majutsushi – "Il mago dentro la scatola"                                        | 11 maggio 2011    | 24 marzo 2014  |
| 12 | Il torneo d'oltretomba 「闇の戦場 アングラビシダス」 - Yami no senjō - Angura Bishidasu – "Il campo di battaglia oscuro - Angra Visdas"    | 18 maggio 2011    | 25 marzo 2014  |
| 13 | Harlequin e l'attacco del clone magico 「ジョーカー 魔の分身攻撃」 - Jōkā - Ma no bunshin kōgeki – "Joker - L'attacco dei cloni diabolici" | 25 maggio 2011    | 26 marzo 2014  |
| 14 | Il temibile Justin Kaido 「決戦 ジ・エンペラー」 - Kessen - Ji Enperā – "Battaglia decisiva - The Emperor"                                 | 1º giugno 2011    | 27 marzo 2014  |
| 15 | Una nuova squadra 「世界を救う力」 - Sekai o sukuu chikara – "Il potere di salvare il mondo"                                               | 8 giugno 2011     | 28 marzo 2014  |
| 16 | La fortezza nera 「潜入 黒い要塞」 - Sennyū - Kuroi yōsai – "Infiltrazione - La fortezza nera"                                             | 15 giugno 2011    | 31 marzo 2014  |
| 17 | Destini incrociati 「運命の再会」 - Unmei no saikai – "Rincontro del destino"                                                              | 22 giugno 2011    | 1º aprile 2014 |
| 18 | Il torneo Artemis 「アルテミス開幕」 - Arutemisu kaimaku – "L'inizio di Artemis"                                                           | 29 giugno 2011    | 2 aprile 2014  |
| 19 | La battaglia di Justin e Lex 「激闘 ジンとレックス」 - Gekitō - Jin to Rekkusu – "Battaglia feroce - Jin e Lex"                            | 6 luglio 2011     | 3 aprile 2014  |
| 20 | Il torneo continua 「波乱のトーナメント」 - Haran no tōnamento – "Il torneo problematico"                                                  | 13 luglio 2011    | 4 aprile 2014  |
| 21 | Vortice letale 「炸裂 超プラズマバースト」 - Sakuretsu - Chō Purazuma Bāsuto – "Esplosione - Super Plasma Burst"                           | 20 luglio 2011    | 7 aprile 2014  |
| 22 | I magnifici 5 「謎のプレイヤー 灰原ユウヤ」 - Nazo no pureiyā - Haibara Yuuya – "Il giocatore misterioso - Yuuya Haibara"                  | 27 luglio 2011    | 8 aprile 2014  |
| 23 | Scontro Supremo 「決戦 バトルロワイヤル」 - Kessen - Batoru Rowaiyaru – "Battaglia decisiva - Battle Royale"                               | 3 agosto 2011     | 9 aprile 2014  |
| 24 | La sfida decisiva 「衝撃のラストバトル」 - Shōgeki no last battle (rasuto batoru) – "La shockante ultima battaglia"                        | 10 agosto 2011    | 10 aprile 2014 |
| 25 | Il ritorno di Lex 「新たなる戦いの始まり」 - Arata naru tatakai no hajimari – "L'inizio di una nuova battaglia"                            | 17 agosto 2011    | 11 aprile 2014 |
| 26 | Il mistero di Pandora 「閃光のLBX パンドラ」 - Senkō no Eru-bī-ekkusu - Pandora – "L'LBX del bagliore - Pandora"                           | 24 agosto 2011    | 14 aprile 2014 |
| 27 | Una nuova macchina 「目覚めよ 新たなるマシン」 - Mezameyo - Arata naru mashin – "Svegliati! - Una nuova macchina"                          | 31 agosto 2011    | 23 maggio 2014 |
| 28 | La prima battaglia di Odin 「オーディーン出撃」 - Ōdīn shutsugeki – "La sortita di Odin"                                                   | 7 settembre 2011  | 26 maggio 2014 |
| 29 | Il maestro Otaku 「伝説の超ハッカー オタクロス」 - Densetsu no chō hakkā - Otakurosu – "Il super hacker leggendario - Otacross"            | 14 settembre 2011 | 27 maggio 2014 |
| 30 | La porta di Giano 「突入 ゴッドゲート」 - Totsunyū - Goddo Gēto – "Irruzione - God Gate"                                                   | 21 settembre 2011 | 28 maggio 2014 |
| 31 | Il torneo di Electronica 「目指せ アキハバラキングダム」 - Mezase - Akihabara Kingudamu – "Punta all'Akihabara Kingdom!"                   | 28 settembre 2011 | 29 maggio 2014 |
| 32 | Van contro Sadie 「アキハバラキングダム開幕」 - Akihabara Kingudamu kaimaku – "L'inizio dell'Akihabara Kingdom"                            | 12 ottobre 2011   | 30 maggio 2014 |
| 33 | L'armata dei pirati 「郷田VS仙道」 - Gōda tai Sendō – "Gōda contro Sendō"                                                                  | 19 ottobre 2011   | 2 giugno 2014  |
| 34 | Van contro Justin 「激突 バンVSジン」 - Gekitotsu - Ban tai Jin – "Scontro - Van contro Jin"                                               | 26 ottobre 2011   | 3 giugno 2014  |
| 35 | Il dio sole 「衝撃 太陽神アポロカイザー」 - Shōgeki - Taiyō shin Aporo Kaizā – "Shock - Il dio del Sole Apollo Kaiser"                     | 2 novembre 2011   | 4 giugno 2014  |
| 36 | Il motore perpetuo 「人類の希望エターナルサイクラー」 - Jinrui no kibō Etānaru Saikurā – "L'Eternal Cycler, la speranza dell'umanità"      | 9 novembre 2011   | 5 giugno 2014  |
| 37 | Fortraxx, la fortezza mobile 「要塞戦車バルドーマ」 - Yōsai sensha Barudōma – "Il carro armato della fortezza, Bardoma"                    | 16 novembre 2011  | 6 giugno 2014  |
| 38 | Nuovi alleati 「シーカー再生の時」 - Shīkā saisei no toki – "L'ora della rinascita dei Seeker"                                             | 23 novembre 2011  | 9 giugno 2014  |
| 39 | Rialzati, Van! 「立ち上がれ バン」 - Tachiagaru - Ban – "Alzati in piedi, Van!"                                                            | 30 novembre 2011  | 10 giugno 2014 |
| 40 | Il piano rivelato 「暴かれた陰謀」 - Abakareta inbō – "La cospirazione rivelata"                                                           | 7 dicembre 2011   | 11 giugno 2014 |
| 41 | Il diavolo prende il volo 「悪魔飛び立つ時」 - Akuma tobitatsu toki – "L'ora in cui il diavolo prende il volo"                             | 14 dicembre 2011  | 12 giugno 2014 |
| 42 | La missione finale 「全てを賭けた最終ミッション」 - Subete o kaketa saishū mission (misshon) – "La missione finale che rischia tutto"      | 21 dicembre 2011  | 13 giugno 2014 |
| 43 | Atto finale 「大空の大決戦」 - Ōzora no dai kessen – "La grande battaglia decisiva del cielo"                                              | 4 gennaio 2012    | 17 giugno 2014 |
| 44 | Un mondo da cambiare 「世界を変える者」 - Sekai o kaeru mono – "Una persona che cambia il mondo"                                           | 11 gennaio 2012   | 17 giugno 2014 |

## Fonti
- (JA) Informazioni sugli episodi da 1 a 18 sul sito ufficiale, su tv-tokyo.co.jp.
- (JA) Informazioni sugli episodi da 19 a 31 sul sito ufficiale, su tv-tokyo.co.jp.
- (JA) Informazioni sugli episodi da 32 a 44 sul sito ufficiale, su tv-tokyo.co.jp.